# 第二巴本基夫卡
46°12′5″N 33°21′49″E / 46.20139°N 33.36361°E
第二巴本基夫卡（烏克蘭語：Бабенківка Друга）是位於烏克蘭南部的村莊，由赫爾松州斯卡多夫斯克區的卡蘭恰克市鎮負責管轄。該村面積27.8平方公里，海拔高度7米，2001年人口266，人口密度每平方公里9.56人。